# Saade Vol. 1
Saade Vol. 1 – drugi album studyjny szwedzkiego piosenkarza Erica Saade, który został wydany 29 czerwca 2011 roku na terenie Szwecji i Norwegii przez wytwórnię płytową Roxy Recordings.
Album wygrał nagrodę Scandipop Award 2011 w kategorii Najlepszy album artysty, a w sierpniu 2011 roku przekroczył liczbę 40 000 sprzedanych egzemplarzy, dzięki czemu otrzymał status Platynowej Płyty w Szwecji. W listopadzie wynik wzrósł do ponad 55 000 sprzedanych płyt.

## Single
- „Still Loving It” został wydany jako pierwszy singel z albumu 14 stycznia 2011 roku[3].
- „Popular” został wydany jako drugi singiel z albumu 28 lutego 2011 roku[4]. Piosenka znalazła się na pierwszym miejscu szwedzkiej listy muzycznej[10], w 2011 roku wygrała festiwal Melodifestivalen 2011, będący szwedzkimi eliminacjami do 56. Konkursu Piosenki Eurowizji[11]. Ostatecznie utwór zdobył 185 punktów i zajął 3. miejsce w finale imprezy organizowanej w niemieckim Düsseldorfie[12]. W lipcu 2011 roku singiel osiągnął wynik ponad 40 tys. sprzedanych egzemplarzy, dzięki czemu otrzymał status podwójnej platynowej płyty w kraju[13].
- „Hearts in the Air”, nagrany w duecie z J-Sonem, został wydany 3 czerwca 2011 roku jako trzeci singiel z albumu[5]. Utwór znalazł się na 2. miejscu szwedzkiej listy muzycznej[14].

## Lista utworów
| Nr  | Tytuł                             | Autorzy                                                                        | Producent  | Czas |
| --- | --------------------------------- | ------------------------------------------------------------------------------ | ---------- | ---- |
| 1.  | „Timeless”                        | Eric Saade, Jason Gill, Mattias Larsson, Robin Fredriksson                     | Jason Gill | 3:50 |
| 2.  | „Hearts in the Air” (feat. J-Son) | Eric Saade, Jason Gill, Julimar Santos, Mattias Larsson, Robin Fredriksson     | Jason Gill | 3:59 |
| 3.  | „Me and My Radio”                 | Brandon Beal, Daniel Davidsen, Engelina Larsen, Jason Gill, Mich Hansen, Remee | Jason Gill | 3:56 |
| 4.  | „Made of Pop”                     | Eric Saade, Jason Gill, Mattias Larsson, Robin Fredriksson                     | Jason Gill | 3:25 |
| 5.  | „Popular (Album Remix)”           | Peter Boström                                                                  | Jason Gill | 3:08 |
| 6.  | „Someone New”                     | Fredrik Thomander, Jörgen Elofsson                                             | Jason Gill | 3:37 |
| 7.  | „Killed by a Cop”                 | Eric Saade, Jason Gill, Julimar Santos, Robin Fredriksson                      | Jason Gill | 4:15 |
| 8.  | „Big Love”                        | Fredrik Kempe, Fredrik Thomander, Jörgen Elofsson                              | Jason Gill | 3:37 |
| 9.  | „Stupid With You”                 | Eric Saade, Fredrik Kempe, Jason Gill, Robin Fredriksson                       | Jason Gill | 3:50 |
| 10. | „Echo”                            | Eric Saade, Jason Gill, Mattias Larsson, Robin Fredriksson                     | Jason Gill | 3:24 |
| 11. | „Still Loving It”                 | Anton Malmberg Hård Af Segerstad, Eric Saade, Niklas Lundin                    | Jason Gill | 3:45 |
| 12. | „Popular (Original Version)”      | Gino Yonan, Moh Denebi, Peter Cartriers                                        | Jason Gill | 3:00 |

## Notowania na listach przebojów
| Kraj      | Lista (2011)      | Najwyższa pozycja |
| --------- | ----------------- | ----------------- |
| Szwecja   | Sverigetopplistan | 1                 |
| Finlandia | Album Top 50      | 17                |